# Oran (India)
Oran es un pueblo y nagar Panchayat situado en el  distrito de Banda en el estado de Uttar Pradesh (India).

## Demografía
Según el censo de 2001, Oran tenía una población de 6189 personas. Los hombres constituían el 55% de la población y las mujeres el 45%. La tasa de alfabetización era del 46%, por debajo de la media nacional del 59,5%: la alfabetización era de un 59% en los hombres, mientras que en las mujeres eran un 30%.
En la ciudad de Oran, el 19% de la población es menor de 6 años.